# Snowboard alla XXIII Universiade invernale
Le gare di snowboard della XXIII Universiade invernale si sono svolte dal 25 al 27 gennaio 2007 presso il complesso olimpico di Bardonecchia, in Italia. Il programma ha incluso gare di snowboardcross, slalom gigante e halfpipe, tutte sia maschile che femminili.

## Podi

### Uomini
| Evento          |                |         |                 |         |                |         |
| Oro             | Punt./Tempo    | Argento | Punt./Tempo     | Bronzo  | Punt./Tempo    |         |
| Snowboard cross | Léo Trespeuch  |         | Andrej Boldykov |         | Lorenzo Semino |         |
| Slalom gigante  | Rok Marguč     | 1:33,15 | Žan Košir       | 1:33,60 | Sylvain Dufour | 1:34,66 |
| Halfpipe        | Michał Ligocki | 160,00  | Brendan Davis   | 128,00  | Juha Kinnunen  | 96,00   |

### Donne
| Evento          |                      |         |                    |         |                  |         |
| Oro             | Punt./Tempo          | Argento | Punt./Tempo        | Bronzo  | Punt./Tempo      |         |
| Snowboard cross | Diane Thermoz Liaudy |         | Delphine Carponcin |         | Raffaella Brutto |         |
| Slalom gigante  | Corinna Boccacini    | 1:38,31 | Svetlana Boldykova | 1:41,66 | Daniela Meuli    | 1:42,80 |
| Halfpipe        | Paulina Ligocka      | 260,00  | Pan Lei            | 208,00  | Lu Xiaoxiao      | 156,00  |

## Medagliere
| Pos.   | Paese     | Oro | Argento | Bronzo | Totale |
| ------ | --------- | --- | ------- | ------ | ------ |
| 1      | Francia   | 2   | 1       | 1      | 4      |
| 2      | Polonia   | 2   | 0       | 0      | 2      |
| 3      | Slovenia  | 1   | 1       | 0      | 2      |
| 4      | Italia    | 1   | 0       | 2      | 3      |
| 5      | Russia    | 0   | 2       | 0      | 2      |
| 6      | Cina      | 0   | 1       | 1      | 2      |
| 7      | Canada    | 0   | 1       | 0      | 1      |
| 8      | Finlandia | 0   | 0       | 1      | 1      |
| 8      | Svizzera  | 0   | 0       | 1      | 1      |
| Totale | Totale    | 6   | 6       | 6      | 18     |